# クセートゥラ
『クセートゥラ』（原題：英: Xeethra）は、アメリカ合衆国のホラー小説家クラーク・アシュトン・スミスによる短編小説。『ウィアード・テールズ』1934年12月号に掲載された。
冒頭に「カルナマゴスの遺言」からの引用がある。大瀧啓裕は「南柯の夢の本歌取りめいた」と表現している。

## あらすじ

### 山羊飼いクセートゥラ
クセートゥラは、ゾティーク大陸の東の果て、キンコルの地に住む山羊飼いである。ある夏、遠出した折に谷の洞窟に入ると、肥沃な平原へと出る。未知の土地に困惑しつつも、木から果実をもいで食べる。黒甲冑の巨人が2人おり、クセートゥラは彼らがこの苑の衛兵であると察し、見つからないように息を潜める。そうしているうちに、どういうわけか、自分が山羊飼いクセートゥラではなく、別人であるような気がしてくるではないか。突然閃光に襲われたことで、クセートゥラは通って来た洞窟を逃げ帰る。帰路についたクセートゥラは、自分は山羊飼いのクセートゥラであることを忘れ、カリュズ国の王アメロになっていた。口調が変わり、人格が変貌した甥の様子に、伯父ポルノスは困惑する。ポルノスは、魔物に化かされたのだと説き、タサイドンの庭園に侵入して果実を盗んで食べた者には呪いがふりかかることを説明する。クセートゥラはカリュズの場所を尋ねるも、ポルノスは甥の気が狂れてしまったと嘆くばかり。
クセートゥラは伯父の家を飛び出し、失った王国を求めて旅に出る。まず近くの村に寄ったところ、クセートゥラを知る皆は、若者の振舞を狂人のたわごとと呆れる。そうしてクセートゥラは、長い間ゾティーク中をさまよい歩く。どこに行っても、王国のことを尋ねると妙な視線を返され、あからさまに笑う者もいれば、皮肉を込めて旅を祝する者もいた。カリュズから来た旅人に出会うこともない。
ついにカリュズの首都シャタイルの情報を得るも、向かった先には、長い年月を経て荒廃し切った宮殿があった。新たに来た若者の前に、業病の者たちが集まって来る。クセートゥラが己がカリュズ王であると自己紹介すると、彼らは「われらこそがカリュズの王だ」「ここには他の土地から追放されたわれらのような者のほかには誰も住まぬ」「王が一人増えたところで変わらぬ。好きに名乗るがよい」と返答する。そこに黒甲冑の戦士が現れ、クセートゥラを見下ろしてくる。同時に山羊飼いだったときの記憶が戻り、彼の中ではアメロ王の誇りとクセートゥラの記憶がせめぎ合う。タサイドンの使者は、前世の記憶が果実を食べたことで蘇ったのだと説明する。アメロには玉座も王国もなく、クセートゥラはかつて王であったことを忘れられず素朴な山羊飼いだった己を取り戻すこともできない。嘆くクセートゥラに、影は魂をタサイドンに捧げると約束するよう持ち掛ける。

### カリュズ王アメロ
クセートゥラはタサイドンと契約した。するとタサイドンの妖術によって、過去が再演され、アメロはシャタイルに戻っていた。山羊飼いクセートゥラも、荒廃したシャタイルも、タサイドンとの契約も、アメロは夢のように忘れ果てた。
平和で潤沢なカリュズ国で、アメロは王として治世し、長きにわたって繁栄の時代を築きながら、贅沢に暮らす。しかしあるときを境に、王国に苦難がふりかかる。疫病や賊がはびこり、飢饉と旱魃が国土を荒らす。アメロは王ではあったものの、才覚には乏しく、何もできずに悲嘆にくれるのみ。アメロは望みを失い、王であることが煩わしい重荷となる。
ある日、宮殿に山羊飼いを名乗る笛吹き男が現れる。「褒美はいらないが、いずれ私の望むものを頂戴する」という男の奏でる音色に、アメロは魅せられ、山羊飼いとなる己を幻視する。アメロは玉座を放棄することを決意して、笛吹きに彼の国に案内するように言い、宮殿を離れる。すると突然、闇がたれこんでくる。

### 終幕
目の前には、廃墟の宮殿と黒い影。アメロにはクセートゥラの記憶が去来し、なにもかもを思い出す。消滅する王国を地獄の力で蘇らせる前とまったく同じ状況がそこにあった。カリュズのアメロ王の人生は、夢か幻術か真実か、一度起こったことか、何度もくり返されたことなのか。失ったもの全てを記憶に留めて悔やまなければならなくなった苦悩の重さに、クセートゥラは屈服し「魂を持っていけ。約束は守る」と宣言する。だがタサイドンの使者は「持っていく必要はない。どこにいようが、おまえの魂はいつもタサイドンの暗黒の帝国の一部だ」と告げて突き放す。「廃墟のシャタイルで業病の者たちと留まるも、山羊飼いに戻るも、好きなようにするがよい。取るに足りぬことだ」

## 主な登場人物
- クセートゥラ - キンコルに住む山羊飼いの青年。19歳。タサイドンの苑に迷い込んで果実を食したことで、アメロ王の記憶が浮上し、王国を求めてゾティーク中を放浪する。
- アメロ王 - カリュズの若き王。クセートゥラの前世であり、アメロ19歳時の記憶がクセートゥラに蘇る。
- ポルノス - クセートゥラの伯父。山羊の飼い主。
- タサイドン - 七つの地獄の王。あらゆる妖術の支配者。
- 黒甲冑の巨人 - タサイドンの庭園の果実をくらった者のもとに現れる。
- 笛吹き - ぼろぼろの衣装をまとい、日焼けした男。遠い国からシャタイルにやって来た山羊飼い。

## 収録
- 『ゾティーク幻妖怪異譚』創元推理文庫、大瀧啓裕訳
- 『魔術師の帝国1 ゾシーク篇』ナイトランド叢書、安田均訳「ジースラ」

## 関連作品
- 塵埃を踏み歩くもの - 非ゾティーク作品だが、文献「カルナマゴスの遺言」が登場しており関連する。